# Леон Петразицки
Леон Петразицки (Витепска губернија, 13. април 1867 — Варшава, 15. мај 1931) био је пољски филозоф, академик и социолог. Сматран је за једног од најзначајнијих странаца у социологији права. 

## Биографија
Леон Петразицки је рођен у пољској имућној породици у Витебск Говернорате у руском царству. Дипломирао је на кијевском универзитету 1890, провео је још две године школовајући се у Берлину и докторирао је 1896 на универзитету у Сант Петерзбугу. Касније на универзитету постао је професор филозофије права од 1897 до 1917. Петразицки је 1906 био изабран за члана Уставно Демократске Партије, и као члан злогласне Прве Думе. Када је правосуђе раскринкано, он је био ухапшен и затворен због његових протеста. Био је постављен за Врховног судију Русије 1917, али је морао да побегне из земље због Бољшевичке револуције. Нашао је нови дом у Пољској и постао је први професор социологије на Варшавском универзитету 1919.
Плодан писац на неколико језика и познат предавач са великом групом студената, Петразицки је почино самоубиство 1931. Његов допринос социологији права и правној теорији наставља да буде расправа на различитим пољима права и додата је студији садашњих правних проблема.

## Рад
Петразицки је у раним годинама објавио много књига на руском, немачком и пољском. Нажалост, многе од његових каснијих идеја су биле сачуване у белешкама са предавања. Чак и у Пољској, његов допринос није баш познат. Енглески говорници се углавном ослањају на скуп његових списа, које је уредио руско-амерички социолог Николас С. Тимашеф 1955. Упркос овим списима његов рад је идаље слабо познат на западу.w
Петразицки схвата као права емпиријска, психолошки феномен који се најбоље може студирати у интроспекцији. Према њему, право заузима облик правних искустава (емоција , импулсивно) што подразумева двострани однос између права на једној страни и дужности на другој страни. Ако се ово правно искуство односи на норамативним чињеницама у опстштем смислу (статутима , судским одлукама, али и уговорима, муштеријама, команди било које врсте) он то назива „позитивно правно“, али ако нема такву референцу, онда он говори о „интуитивном праву“.
У другом смислу он пореди „званични закон“ (који је направљен од стране државе и њених агената) са „не званичним законом“ (који је направљен од стране друштвених агената) што га доводи до правног плурализма. Он упоређује Еугена Ерлиха идеју о животном праву када тврди да је „истинита пракса цивилног права или било ког права не може да се утврди на суду, али било где другде може. Практиканти ове теорије нису судије и адвокати, већ сами грађани.“(Петразицки 1897)
Његова теорија права је антистатичка и веома критична према позитивном праву из његовог времена , за које он узима да исправи због његове наивности и мањка праве научничке основе али и превеликог фокуса на норме, уместо искустава које извукао из тих норми. Он исто одбацује право нације, само човек може да има права и стога се може посматрати као рани заговорник животинских права.
Петразицки је не признат отац социологије права.
Његов утицај на социологију права био је првенствено индиректан кроз неке његове студенте. 